# 2681 Ostrovskij
2681 Ostrovskij (1975 VF2) là một tiểu hành tinh vành đai chính được phát hiện ngày 2 tháng 11 năm 1975 bởi T. Smirnova ở Nauchnyj.